# تشاك نوبل
تشاك نوبل (بالإنجليزية: Chuck Noble)‏ مواليد 24 يوليو 1931 - الوفاة 07 مارس 2011، كان لاعب كرة سلة أمريكي. بدأ مسيرته الاحترافية في سنة 1954. تم اختياره من قبل فريق غولدن ستايت ووريورز خلال الدرافت. بلغ طوله 6 قدم 4 بوصة (1.9 م). اعتزل اللعب في 1962.

## روابط خارجية
- تشاك نوبل على موقع إن بي أي (الإنجليزية)
- تشاك نوبل على موقع سبورتس رفرنس (الإنجليزية)
- تشاك نوبل على موقع كلية كرة السلة في سبورتس رفرنس.كوم (الإنجليزية)
- تشاك نوبل على موقع ريلجم (الإنجليزية)
- تشاك نوبل على موقع بروبوليرز (الإنجليزية)